# USS Toledo (SSN-769)
Za druga plovila z istim imenom glejte USS Toledo.
USS Toledo (SSN-769) je jedrska jurišna podmornica razreda los angeles.